# حنادان (دجغان)
حنادان (بالفارسية: حنادان) هي قرية تقع في إيران في قسم دجغان الريفي. يقدر عدد سكانها بـ 96 نسمة .